# Wspólny emiter

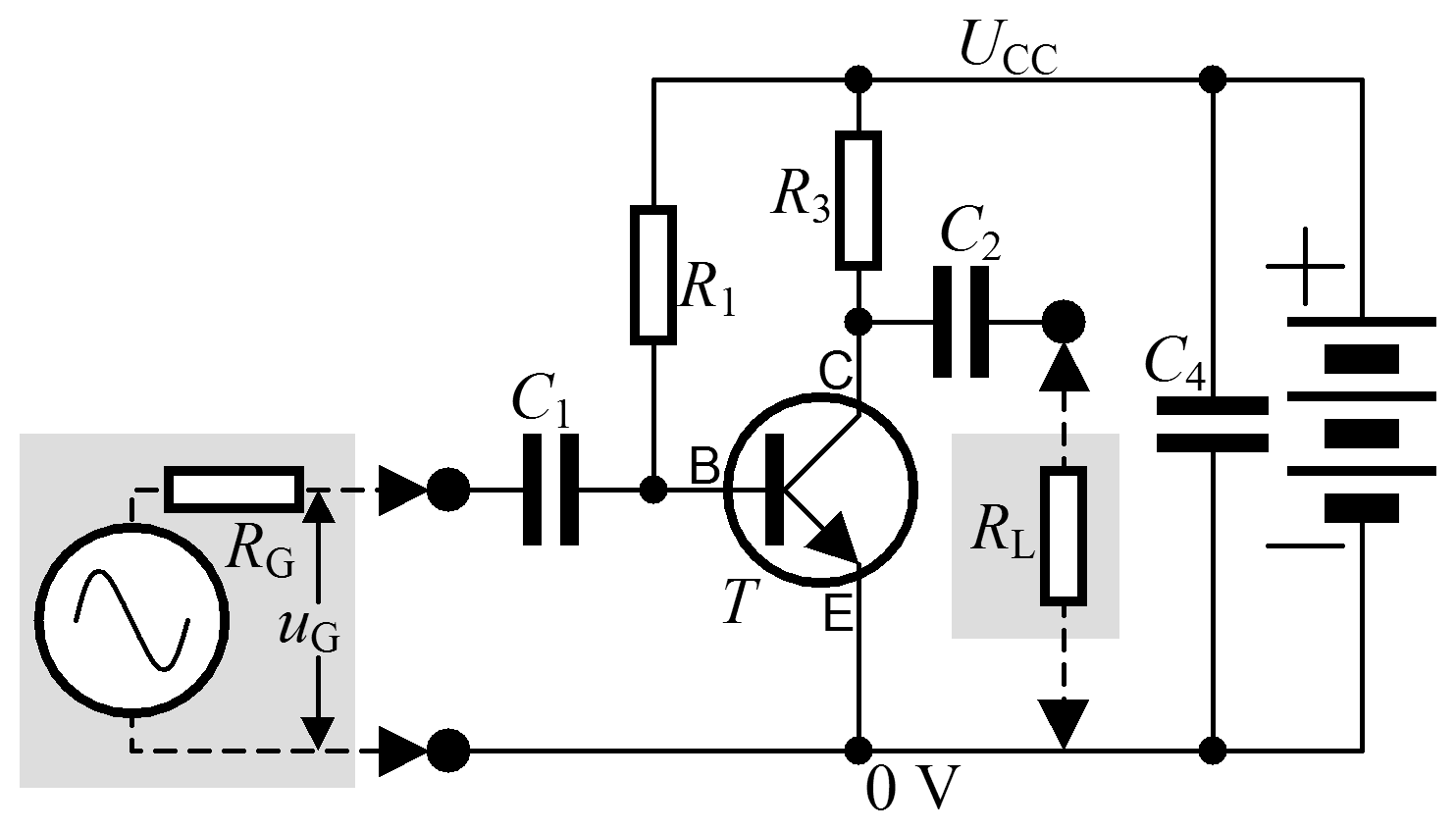
Schemat podstawowy wzmacniacza napięcia zmiennego ze wspólnym emiterem

Wspólny emiter ("WE", "OE") - jeden z trzech podstawowych układów wzmacniaczy na tranzystorach bipolarnych, odpowiednik układów ze wspólnym źródłem na tranzystorach FET i ze wspólną katodą na lampach elektronowych; pozostałe dwa układy wzmacniaczy to układy ze wspólną bazą ("WB", "OB") oraz ze wspólnym kolektorem ("WC", "OC").
Zasadniczą cechą tego rodzaju wzmacniaczy jest to, że wzmacniane napięcie sygnału wejściowego podawane jest pomiędzy bazę a emiter tranzystora, natomiast sygnał po wzmocnieniu odbierany jest spomiędzy kolektora a emitera. Emiter jest więc "wspólny" dla sygnałów wejściowego i wyjściowego - stąd nazwa układu. Ponieważ sygnał wyjściowy zbierany jest z kolektora, wzmacniacz w układzie wspólnego emitera odwraca polaryzację sygnału podawanego na wejście.
Wzmacniacze ze wspólnym emiterem są najczęściej wykorzystywanym typem wzmacniaczy, szczególnie w zakresie niezbyt wysokich częstotliwości, np. we wzmacniaczach częstotliwości akustycznych. Zapewniają stosunkowo wysokie wzmocnienie napięciowe; wzmocnienie prądowe jest także znacznie większe od jedności.